# Partidul Muncitoresc Unit Polonez

Logo-ul Partidului Muncitoresc Unit Polonez

Partidul Muncitoresc Unit Polonez (PMUP) (în poloneză Polska Zjednoczona Partia Robotnicza, PZPR) este fostul partid comunist care a exercitat puterea din 1948 până în 1989 sub regimul Republicii Populare Polone (în poloneză Polska Rzeczpospolita Ludowa, PRL) din 1952 până în 1989), rolul său conducător fiind înscris în Constituție, începând din 1970.

## Fondarea Partidului Muncitoresc Unit Polonez
Între 15 decembrie și 22 decembrie 1948, Partidul Muncitoresc Polonez (PMP, comunist) și Partidul Socialist Polonez (PSP) au fuzionat, formând Partidul Muncitoresc Unit Polonez, conform instrucțiunilor lui Stalin.
Inițial antisovietic, Partidul Socialist Polonez fusese infiltrat de comuniști prosovietici, întrucât influența sa putea face față influenței sovietice. O fuziune a „PSP” cu „PMP” era, prin urmare, mijlocul eficace de a-i lichida influența.
Cât despre Partidul Democrat (SD) și Partidul Țărănesc (ZSL), aceste partide au fost folosite pentru a spori valoarea „PZPR” în Frontul Unității Naționale (FJN).
În timpul Republicii Populare Polone, primul secretar al Partidului Muncitoresc Unit Polonez încarna autoritatea supremă a regimului.
Până în 1968, filosoful Adam Schaff era considerat ca fiind principalul ideolog al partidului.

## Congrese

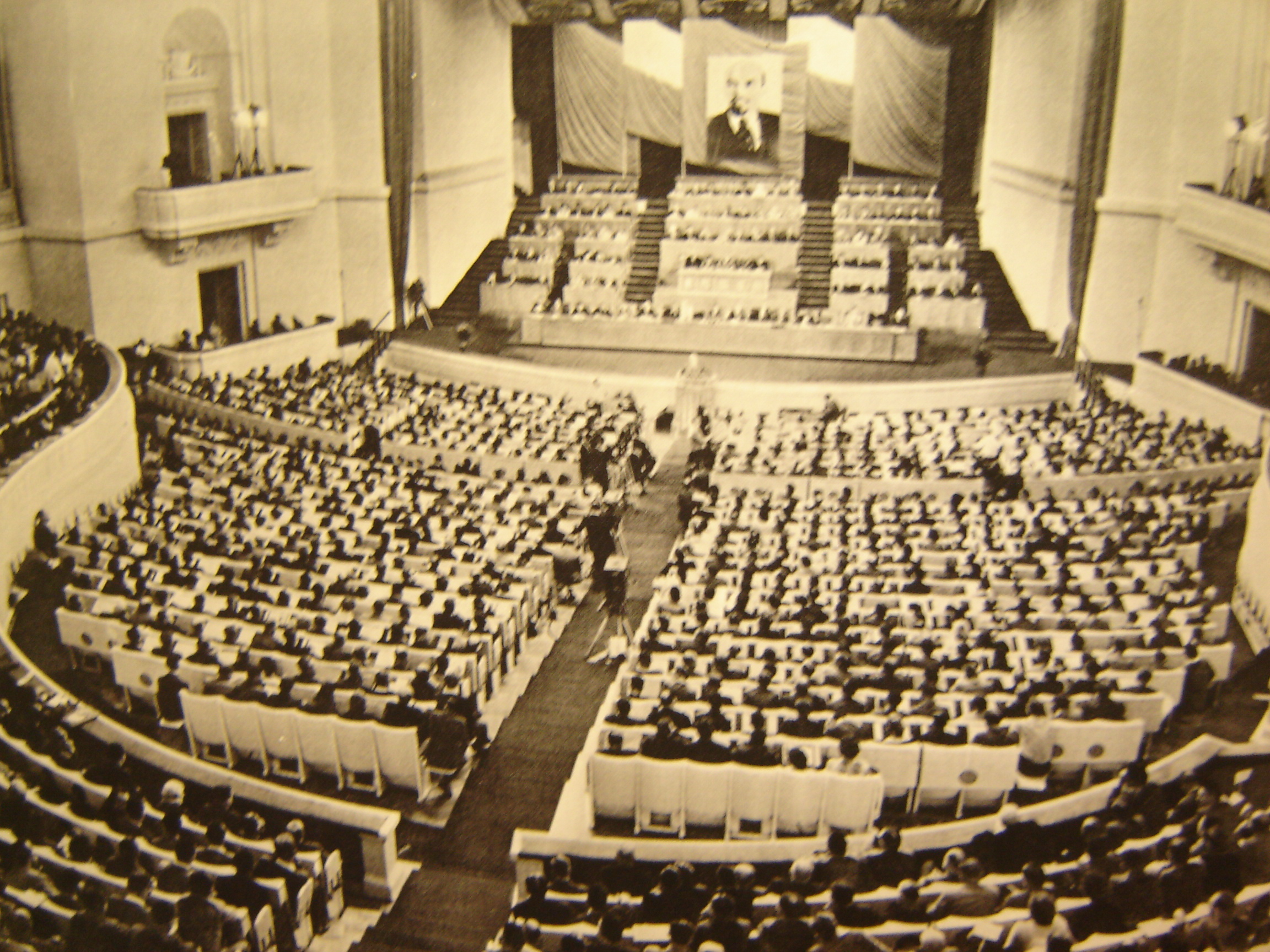
Imagine de la cel de-al IV Congres, din 1964

- Congresul I al PZPR, de fondare, 15 decembrie - 22 decembrie 1948
- Al II-lea Congres al PZPR,10 martie - 17 martie 1954
- Al III-lea Congres al PZPR, 10 martie -19 martie 1959
- Al IV-lea Congres al PZPR, 15 iunie - 20 iunie 1964
- Al V-lea Congres al PZPR, 11 noiembrie - 16 noiembrie 1968
- Al VI-lea Congres al PZPR, 6 noiembrie – 11 noiembrie 1971
- Al VII-lea Congres al PZPR, 8 decembrie – 12 decembrie 1975
- Al VIII-lea Congres al PZPR, 11 februarie - 15 februarie 1980
- Al IX-lea Congres extraordinar al PZPR, 14 iulie - 20 iulie 1981
- Al X-lea Congres al PZPR, 29 iunie - 3 iulie 1986
- Al XI-lea Congres al PZPR, 27 ianuarie - 30 ianuarie 1990 (încheiat cu autodizolvarea partidului)

## Lista primilor secretari succesivi ai PZPR
- Bolesław Bierut (1948 - 1956) (simultan președinte al republicii din 1944 până în 1952)
- Edward Ochab (martie - octombrie 1956)
- Władysław Gomułka (1956 - 1970)
- Edward Gierek (1970 - 1980)
- Stanisław Kania (1980 - 1981)
- Wojciech Jaruzelski (1981 - 1989) (simultan prim-ministru până în 1985, și șef de stat din 1985 până în 1989)
- Mieczysław Rakowski (1989 - 1990)

## Dizolvarea partidului și moștenirea
După căderea Blocului de Est, Partidul Muncitoresc Unit Polonez s-a autodizolvat în 1990, lăsând locul social-democrației din Republica Polonă (SdRP), un partid social-democrat, care respectă drepturile omului și pluralismul, care s-a lărgit, dizolvându-se în Alianța de Stânga Democrată (în poloneză Sojusz Lewicy Demokratycznej, SLD) pe care a inițiat-o.